# جیمز پتیسون کاکبرن
جیمز پتیسون کاکبرن (انگلیسی: James Pattison Cockburn; ۱۸ مارس ۱۷۷۹ – ۱۸ مارس ۱۸۴۷) نقاش، افسر، تصویرگر و مؤلف (پدیدآور) اهل پادشاهی متحد بریتانیای کبیر و ایرلند بود.